# Ігри Немезиди
«Ігри Немезиди» (англ. Nemesis Games) — науково-фантастичний роман 2015 року Джеймса С. А. Корі, псевдонім Деніела Абрагама та Тая Франка, і п'ята книга їхньої серії «Експансія». Це продовження «На згарищі Сіболи». Обкладинку американського видання створив Даніель Дочіу. «Ігри Немезиди» отримала позитивні відгуки. Роман отримав назву «Імперія Корі завдає удару у відповідь».

## Сюжет
На марсіанських верфях на Каллісто команда солдатів з радикального осередку ОПА викрадає радіопоглинаюче стелс-покриття перед тим, як знищити верфі астероїдом.
Рік потому Росинант зупиняється на довготривалий ремонт на станції Тихо після подій «На згарищі Сіболи». Члени екіпажу вирішують зайнятися особистими справами під час простою. Амос Бертон вирушає на Землю, коли дізнається, що його батько помер, щоб віддати йому формальну шану і переконатися, що в смерті не було ніякого злого умислу. Алекс Камаль вирушає на Марс у надії налагодити стосунки з колишньою дружиною. Наомі Нагата вирушає на станцію Церера, коли отримує повідомлення від свого колишнього коханого Марко Інароса, хоча вона не каже нікому з членів екіпажу, чому вона їде.
На Землі Амос віддає шану своїй матері. Після цього Амос відправляється відвідати Клариссу Мао у в'язниці, з якою він зблизився під час їхньої подорожі назад із Зони повільного руху в «Брамі Абаддона».
Джим Голден залишається на Тихо і наглядає за ремонтом Росинанта. До нього звертається продюсерка документальних фільмів Моніка Стюарт з проханням розслідувати зникнення кораблів колоній, що прямували до нових світів. Хоча Стюарт переконана, що це справа рук «Протомолекули», Голден вважає, що кораблі викрадають і перепрофільовують нелегальні угруповання всередині OPA. Голден відстежує один зі зниклих кораблів до скупчення астероїдів поблизу Марса і надсилає дані Алексу, щоб той подивився.
Колишня дружина Алекса відкидає його спроби відновити стосунки, і натомість він починає працювати з Боббі Дрейпером, який, користуючись його присутністю, намагається розслідувати зникнення марсіанських військових кораблів. Після того, як на них нападає невідома група і ледь не вбиває, вони беруть Бритву, що залишилася у Боббі після подій «Війни Калібана», щоб дослідити координати астероїда, які надіслав Голден, і натрапляють на великий флот викрадених марсіанських кораблів.
Тим часом на Церері з'ясовується, що Наомі має від Марко сина Філіпа. Наомі провела свою юність у його радикальному осередку OPA, але покинула його після того, як він обманом змусив її написати програмне забезпечення для заміни реакторів кораблів, яке він використовував для вбивства сотень землян. Марко забрав у неї Філіпа, щоб спробувати контролювати її, але їй вдалося втекти з осередку і приєднатися до Кентербері. Тепер, через роки, у повідомленні Марко стверджувалося, що Філіп потрапив у біду і намагається знову заманити Наомі в свої обійми. Люди Марко викрадають Наомі. Він пояснює, що вбачає в існуванні воріт до інших сонячних систем екзистенційну загрозу для Поясу, оскільки людство не потребуватиме ресурсів Поясу, маючи тисячу нових планет для освоєння. Марко викрадає марсіанські кораблі, щоб взяти під контроль Сонячну систему, створюючи флот, який він називає «Вільний флот».
Вільний флот розпочинає масовану, багатосторонню терористичну атаку по всій Сонячній системі. Одночасно вони атакують станцію Тихо (і викрадають єдиний зразок протомолекули, що залишився), беруть під контроль станцію Медіна в зоні уповільнення і нападають на конвой, що перевозив марсіанського прем'єр-міністра. Найгірше те, що вони запускають на Землю кілька астероїдів, покритих невидимим покриттям, які спустошують планету і спричиняють подію рівня вимирання. Амос виживає після зіткнення. Працюючи разом із Кларисою Мао та колишніми членами злочинних синдикатів зі свого минулого, йому вдається знайти корабель і втекти з планети.
Алекс і Боббі, які випадково натрапили на Вільний флот перед тим, як розпочати атаку, зустрічаються з марсіанським конвоєм. Під сильним вогнем фальшивих підкріплень, які насправді були кораблями Вільного флоту, марсіанський прем'єр-міністр тікає на Рейзорбек разом з Алексом і Боббі до Місяця.
Тим часом Марко розкриває свої плани знищити Росинат, саботуючи його реактор, але Наомі встигає відправити повідомлення, щоб попередити Холдена. Його план зірвано, натомість Марко відправляє корабель, який вибухне, коли Росинат наблизиться до нього, заманюючи Голдена фальшивим сигналом лиха голосом Наомі. Наомі інсценує власну смерть, замість цього пробирається на замінований корабель і попереджає кораблі, що наближаються, про пастку. Її рятують Алекс і Боббі.
Екіпаж возз'єднується на Росинанті. Те, що залишилося від Землі, Марс і невойовничий уряд OPA зустрічаються на Луні. Наомі нарешті розповідає Джиму про своє насильницьке минуле. Амос просить Кларису залишитися його ученицею. Вільний флот, посіявши спустошення в Сонячній системі, відступає за пояс і не дає колоністам пройти крізь кільця.
Наприкінці книги з'ясовується, що створення Вільного флоту було організовано нелегальною фракцією марсіанського уряду на чолі з адміралом Вінстоном Дуарте з метою втягнути Землю і Пояс у війну. Крім того, з'ясовується, що деякі зі зниклих кораблів колоній насправді не були викрадені Вільним флотом, а поглинуті силами, що перебувають за межами воріт.

## Персонажі
- Джеймс Голден, капітан Росинанта і все більш компетентний і надійний учасник переговорів і вирішення проблем Сонячної системи, керував своєю командою полюванням на різних піратів по всій системі та працював на OPA , коли команда вперше в серії вирішила розділитися. займатися різними справами в житті.
- Наомі Нагата, старша директорка та інженерка Росинанта, яка дізнається, що її син хоче, щоб вона приєдналася до проєкту, який виявляється нападом вільного флоту на внутрішні планети. Її колишній чоловік Марко Інарос виявляється в романі маніпулятивним і жорстоким до неї до того, як вона втекла зі знімальної групи.
- Алекс Камаль, нинішній пілот Росинанта і колишній пілот марсіанського флоту. Вирішивши повернутися на Марс, щоб відвідати свою колишню дружину та родину, він зустрічає Боббі та потрапляє в атаки Вільного флоту на внутрішні планети.
- Амос Бертон, механік на Росинанта. Після того, як він відправився на Землю в Балтімор, своє рідне місто, і побачив старих друзів, він вирішує відвідати Клариссу Мао у в'язниці.
- Боббі Дрейпер, колишній марсіанський морський піхотинець, який зараз працює в організації допомоги ветеранам Марсіану. Після того, як Авасарала просить її розібратися в певних зникненнях, на нього нападають і згодом втягують його в конфлікт у Сонячній системі.
- Кларисса Мао, донька Жуля-П'єра Мао, магната Мао-Квіковського Mercantile з Луни; Після того, як вона була заарештована після події Абаддонових воріт, зараз вона доживає свого життя у в'язниці суворого режиму на Землі
- Філіп Інарос, син лідера Вільного флоту та Наомі Нагати, яка працює під керівництвом його батька у складі Вільного флоту. Він, перш за все, вірить у те, що робить правильно.
- Крісджен Авасарала, заступнця секретаря ООН, і, незважаючи на те, що за неї ніколи не було віддано жодного голосу, контролює більше влади на Землі, ніж майже всі інші уявляють. У частині подій книги вона стає виконуючим обов'язки генерального секретаря ООН: найвища політична посада на Землі.
- Фред Джонсон, давній визнаний лідер Альянсу зовнішніх планет, який наймав Росинанта на різні роботи до подій роману. Протягом усього роману він намагається згуртувати інших Белтерів, щоб допомогти зупинити Вільний флот.
- Марко Інарос, лідер Вільного флоту та батько Філіпа, отримав велику кількість марсіанських військових кораблів від перебіжчиків з MCRN, і тепер він хоче повстати проти тиранічних внутрішніх планет. Він розробляє та керує першими ударами по внутрішніх планетах і оголошує, що Вільний флот тепер контролює Сонячну систему.

## Відгуки
«Ігри Немезиди» отримала позитивні відгуки. Ендрю Ліптак з Gizmodo назвав «Ігри Немезиди» так: «Імперя Корі завдає удару у відповідь». У розмові з Шер Мартінетті з Blastr.com Деніел Абрагам і Тай Франк, автори під псевдонімом Джеймс С. А. Корі, прокоментували, що, на їхню думку, Ліптак вловив той факт, що «книга була дійсно емоційно захопливою, а також повністю підводила до того, що буде далі» (Абрагам), і що вони були задоволені тим, що написали «середній розділ, який дійсно має значення для людей» (Франк).

## Історія видання
- Nemesis Games. The Expanse (вид. hardcover). London, England: Orbit Books (Hachette-Lagardère). June 2015. с. 536. ISBN 9780316217583.

## Видання в Україні
Український переклад книги було опубкліковано 2024 року видаництвом Навчальна книга Богдан. Переклад з англійської Олександра Мокровольського.

## Подальше читання
- Nicholas, Jeffery L., ред. (2021). The Expanse and Philosophy: So Far Out Into the Darkness. The Blackwell Philosophy and Pop Culture Series. New York, NY: Blackwell-John Wiley & Sons. ISBN 9781119755609. Процитовано 9 липня 2023.
- Giaimo, Zac (1 лютого 2020). How Did Amazon Change The Expanse Books for Season 4?. WinterIsComing.net. Процитовано 9 липня 2023.
- Liptak, Andrew (2 червня 2015). 'Nemesis Games' is James S.A. Corey’s 'Empire Strikes Back'. Gizmodo.com. Процитовано 9 липня 2023.
- Martinetti, Cher (9 липня 2015). Exclusive: The Expanse's James SA Corey Talk TV Adaptation, State of Sci-Fi. Blastr.com. Процитовано 9 липня 2023.